# Night at the Museum: Battle of the Smithsonian
Night at the Museum: Battle of the Smithsonian (bra: Uma Noite no Museu 2; prt: À Noite, no Museu 2) é um filme estadunidense de 2009, continuação do filme Night at the Museum (no Brasil, Uma Noite no Museu), dirigido por Shawn Levy, com roteiro de Ben Garant e Thomas Lennon e estrelado por Ben Stiller, Amy Adams, Hank Azaria, Owen Wilson e Robin Williams.

## Enredo
Passados 2 anos dos acontecimentos do primeiro filme, Larry Daley (Ben Stiller), larga seu posto de vigia e se torna um requisitado inventor, dono da "Aparelhos Daley". Quando tenta voltar ao local do seu antigo trabalho para visitar os amigos, ele descobre que muitas das estátuas foram desatualizadas, e encaixotadas em caixas de envios, por isso, Larry é obrigado a dizer adeus a todos os seus amigos pois o Dr. McPhee e o conselho decidiram fazer uma Museu de Ciências Naturais mais "interativo" e substituem todas as figuras por hologramas. Seus amigos históricos são embalados e enviados para os arquivos do famoso Instituto Smithsonian, em Washington, DC; O maior museu do mundo.
Entretanto, nem mesmo 24 horas se passaram quando Larry recebe um telefonema de Jedediah (Owen Wilson), o cowboy em miniatura, e descobre que a placa dourada de Ahkmenrah desapareceu e isso fez com que todos de Smithsonian ganhassem vida. Jed diz que o grupo está sofrendo ameaças de um novo vizinho, o faraó egípcio Kahmunrah, o irmão mais velho de Ahkmenrah. Ele pretende pegar a placa de seu irmão para abrir um portal do submundo e trazer o seu exército para dominar o mundo. Então, Larry viaja a Washington, indo até o Smithsonian para recuperar a placa de volta, antes que anoiteça. Larry busca em todos os cantos e consegue encontrar o arquivo, usando as roupas de vigia do museu e indo até o subsolo. Assim, Larry Descobre que Kahmunrah e seus soldados egípcios tentaram abrir o caixão para pegar a placa, mas só que amanheceu o dia, e eles ficaram parados. Larry consegue pegar a Placa, mas ao anoitecer, Kahmunrah volta a ganhar vida mais uma vez, recrutando Ivan, o Terrível, Napoleão Bonaparte e Al Capone, para ajudá-los e assim, formado uma quadrilha imbatível.
Larry corre para a capital federal para salvar seus amigos. Lá, ele contará com a ajuda da aviadora Amelia Earhart (Amy Adams), além dos já conhecidos Teddy Roosevelt (Robin Williams), Octavius, Sacajawea, Átila, o Huno, e os Neandertais.

## Elenco
- Ben Stiller como Lawrence "Larry" Daley
- Amy Adams como Amelia Earhart
- Owen Wilson como Jedediah Smith

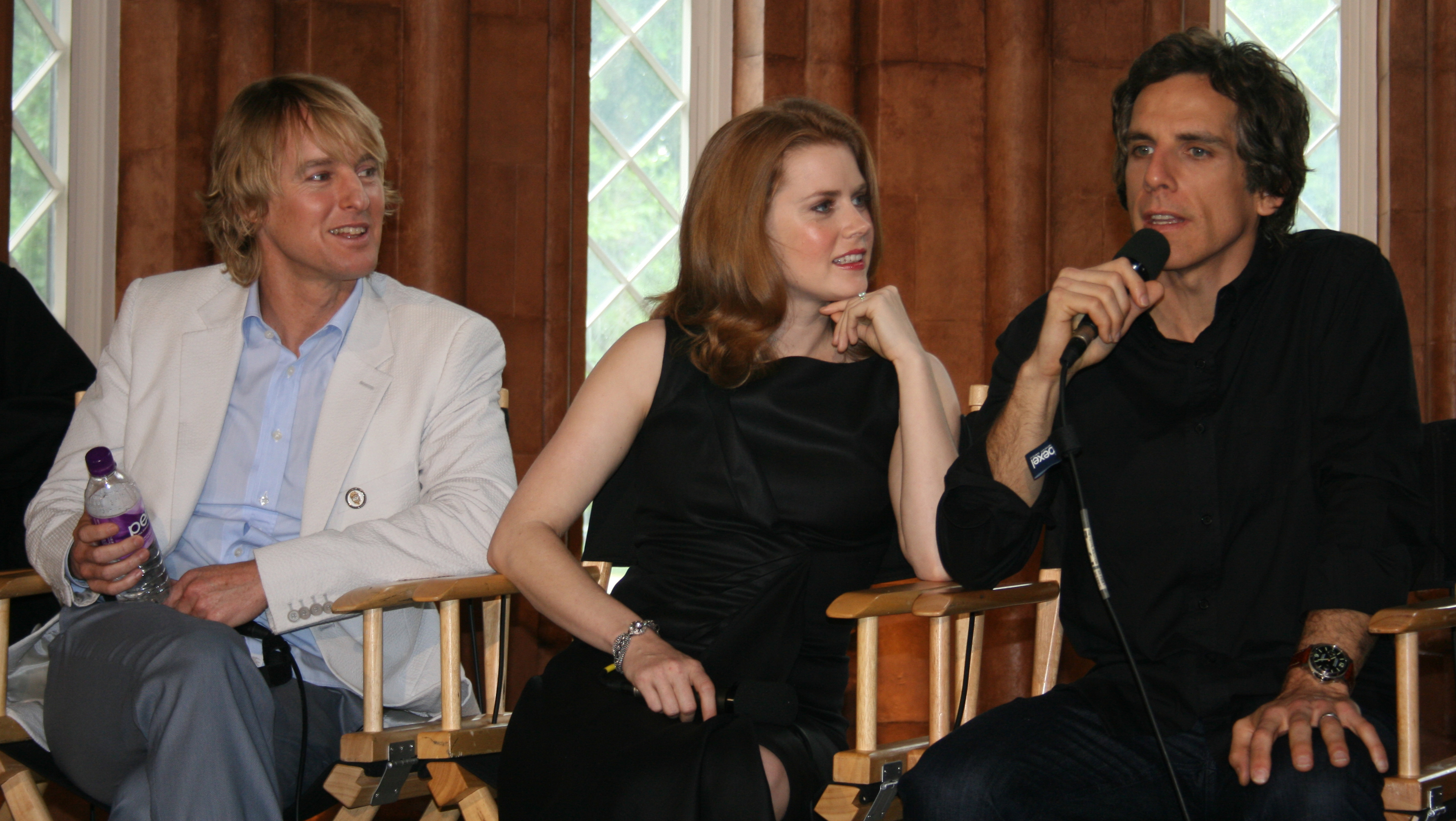
Owen Wilson, Amy Adams e Ben Stiller em uma entrevista para o filme em maio de 2009.

- Robin Williams como Theodore Roosevelt
- Hank Azaria como Faraó Kahmunrah / O Pensador (voz) / Estátua de Abraham Lincoln (voz)
- Steve Coogan como Octavius
- Christopher Guest como Ivan, o Terrível
- Alain Chabat como Napoleão Bonaparte
- Jon Bernthal como Al Capone
- Bill Hader como George Armstrong Custer
- Jake Cherry como Nick Daley
- Mizuo Peck como Sacagawea
- Patrick Gallagher como Átila, o Huno
- Rami Malek como Faraó Ahkmenrah
- Eugene Levy como bonecos cabeçudos de Albert Einstein (voz)
- Bred Garrett como Moai (voz)
- Thomas Lennon (não creditado) como Orville Wright
- Robert Ben Garant (não creditado) como Wilbur Wright
- George Foreman como ele mesmo
- Jonah Hill como Brandon (pronuncia-se "Brandun"), o segurança do Smithsonian (não creditado)
- Kevin Jonas, Joe Jonas e Nick Jonas como Querubins
- Keith Powell como aviador de Tuskegee #1
- Craig Robinson como aviador de Tuskegee #2
- Ed Helms como Ed, o assistente de Larry  (não creditado)
- Mindy Kaling como guia do Smithsonian
- Carroll Spinney como Oscar
- Thomas Morely como Darth Vader
- Shawn Levy como pai do infomercial
- Jay Baruchel como Marinheiro Joey Motorola

## Lançamento
Um trailer do filme foi lançado em 19 de dezembro de 2008. O filme estreou em 14 de maio de 2009 em Washington, DC. Foi lançado no Reino Unido em 20 de maio de 2009, em 22 de maio de 2009 nos Estados Unidos e no Japão em 12 de agosto de 2009.

## Recepção
No site agregador de críticas Rotten Tomatoes, 43% das 162 avaliações dos críticos são positivas. O consenso diz que o filme "está ocupado o suficiente para manter as crianças interessadas, mas a palhaçada vai ao mar e os efeitos especiais (por mais bem executado) lançam a produção em vão".